# مرقئة كريتية
مرقئة كريتية (الاسم العلمي:Sanguisorba cretica) هي نوع من النباتات تتبع جنس المرقئة من الفصيلة الوردية.